# مومونی کومپائوره
مومونی کومپائوره (انگلیسی: Moumouni Compaoré؛ زادهٔ ۲۰ نوامبر ۱۹۹۶) بازیکن فوتبال اهل بورکینافاسو است.
وی همچنین در تیم ملی فوتبال بورکینافاسو بازی کرده است.